# Drachenfels (Siebengebirge)
Drachenfels (din germană: Stânca Dragonului) este o ridicătură din lanțul munților Siebengebirge situați lângă Rin în Germania; se află între orașele Königswinter și Bad Honnef. Stânca are altitudinea de 321 m deasupra n.m.. Cu toate că nu e așa de înaltă, văzută de pe Rin, cu cetatea Drachenfels (ruină) pe vârf, stânca este o apariție impunătoare. Încă din timpul romanilor în carierele de piatră din acești munți s-a exploatat trahitul (rocă vulcanică bogată în cuarț) pentru a fi folosit ca piatră de construcție. Exploatarea a fost oprită de regimul prusac în anul 1836 și înregistrată ca proprietate de stat.

## Legături externe

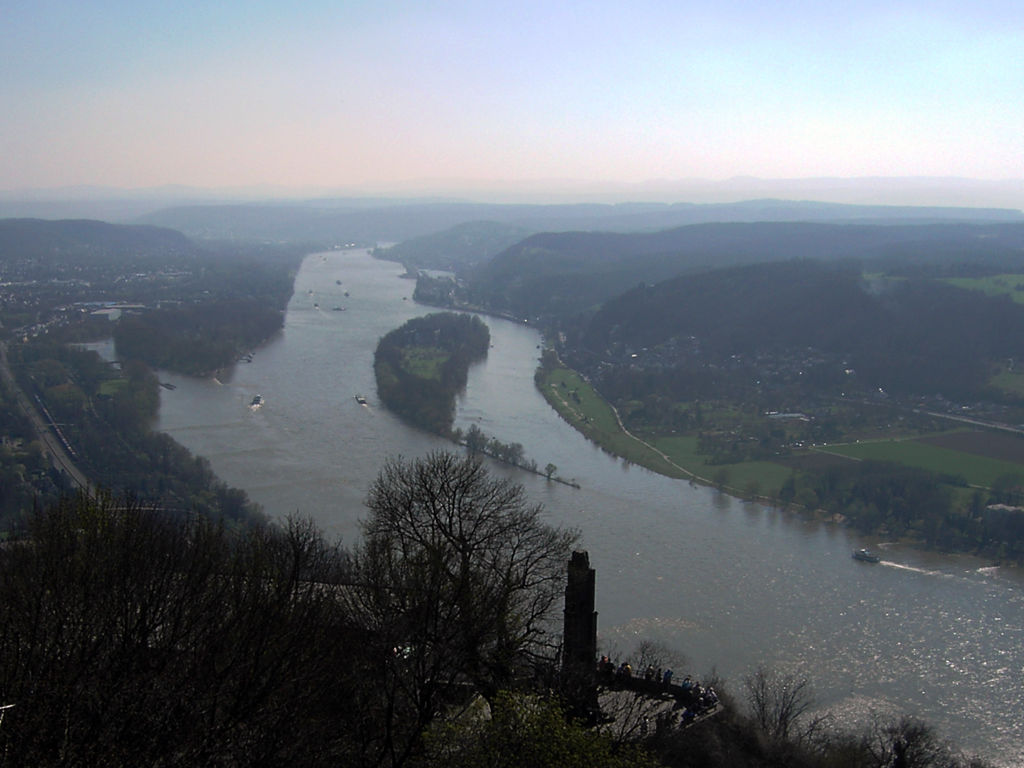
Vedere Drachenfels spre sud
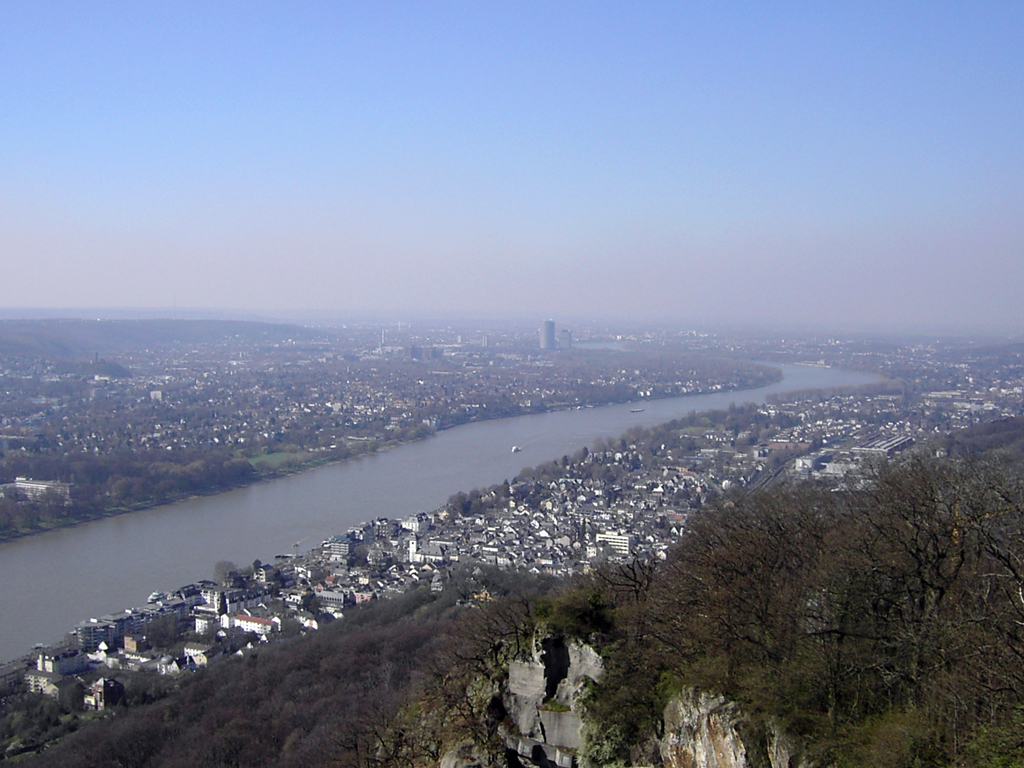
Vedere spre nord (Bonn)
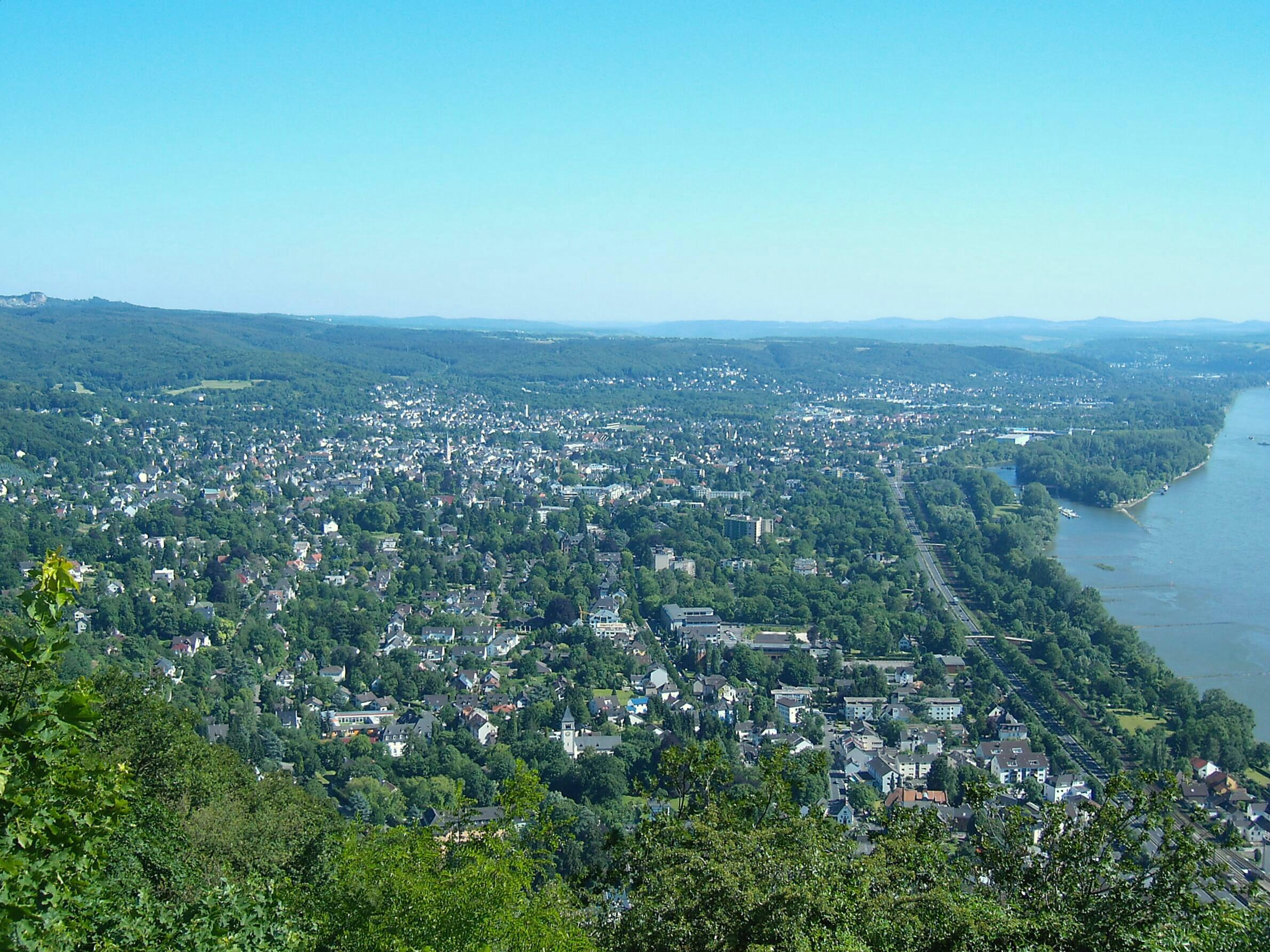
Vedere spre Bad Honnef
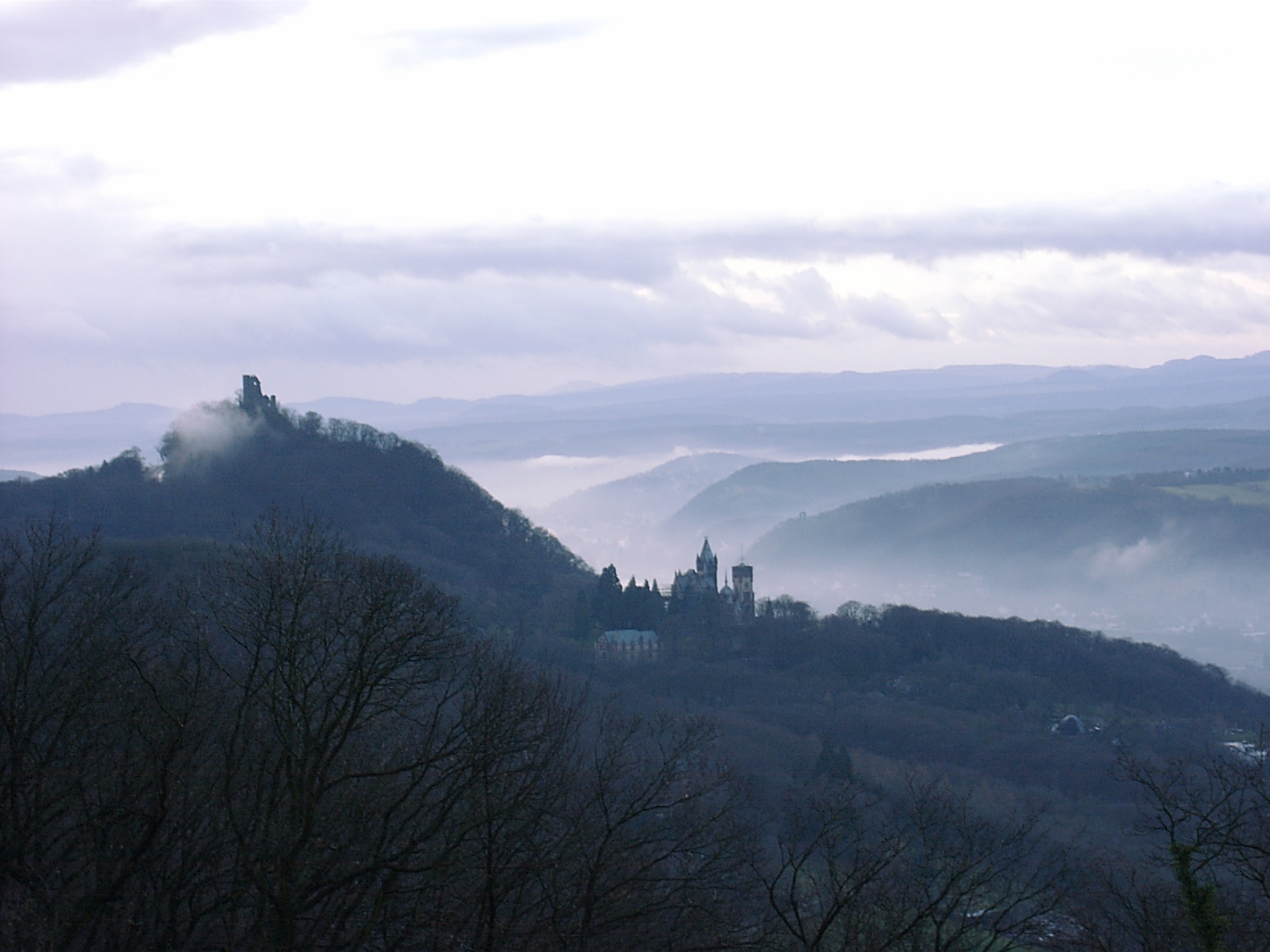
Vedere de pe Petersberg